# Menahem Begin
 (mai 2025).
Menahem Begin (en hébreu : מנחם בגין), né le 16 août 1913 à Brest-Litovsk et mort le 9 mars 1992 à Jérusalem, est un homme d'État israélien. Membre du Gahal, il est Premier ministre de juin 1977 à octobre 1983.
Militant sioniste en Pologne au sein du Bétar de Vladimir Jabotinsky, combattant à partir de 1943 contre la puissance mandataire britannique en Palestine puis durant la guerre israélo-arabe de 1948, Menahem Begin devient Premier ministre du gouvernement israélien en 1977. Il négocie alors la paix avec l'Égypte et signe le 17 septembre 1978 les Accords de Camp David avec le président égyptien Anouar el-Sadate et la médiation du président des États-Unis Jimmy Carter. Ces accords, qui concrétisent le principe d'échange « Territoires contre Paix », valent aux deux négociateurs le prix Nobel de la paix en 1978. Les négociations continuent jusqu'à la signature du traité de paix israélo-égyptien de 1979. 
Contre l'Organisation de libération de la Palestine (OLP) de Yasser Arafat, il ordonne l'invasion du Liban en 1982 qui se solde par le départ d'Arafat et de ses hommes du Liban. L'année précédente, il avait mis un terme aux ambitions nucléaires de Sadam Hussein en faisant détruire en Irak le réacteur Osirak par l'armée de l'air israélienne.
Il est aussi responsable du lancement des opérations de rapatriement en Israël des Juifs éthiopiens, les Beta Israel, à partir de 1977. Il lance par ailleurs une politique de colonisation intensive des Territoires palestiniens.

## Origines et formation
Né à Brest-Litovsk à une époque où la vie des Juifs y était très dynamique, Begin reçut une éducation combinant l'étude religieuse traditionnelle de la Torah et des études laïques ; il fréquenta notamment le mouvement de jeunesse juive sioniste de gauche Hashomer Hatzaïr. En 1929, la famille a rejoint la nouvelle branche du mouvement Betar, créée cette année-là. Begin a rejoint après avoir entendu le chef sioniste Zeev Jabotinsky parler pour la première fois au théâtre de la ville. Il conserva toute sa vie l'application des principes religieux et resta proche du judaïsme rabbinique orthodoxe. Cela lui valut d'ailleurs le pseudonyme de « rabbi Haim Sussover » des années plus tard lorsqu'il luttait au sein de l'Irgoun contre le pouvoir britannique en Palestine. Le père de Menahem Begin était un leader de sa communauté et un sioniste convaincu, admirateur de Theodor Herzl. Les parents de Begin périrent au cours de la Shoah.

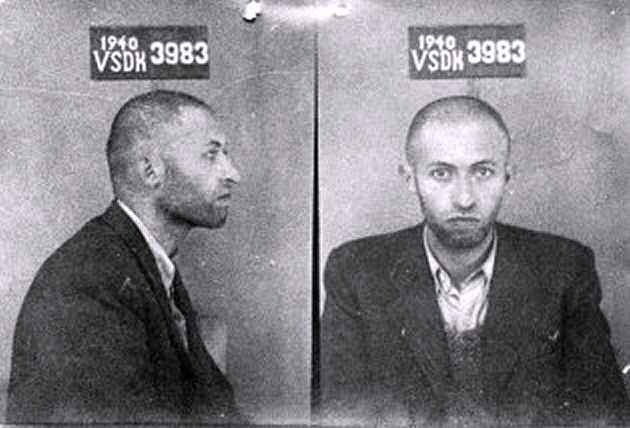
Photo de Menahem Begin lors de son arrestation par le NKVD (photo retrouvée dans les archives du KGB.)

Begin finit ses études de droit à l'université de Varsovie et obtient un diplôme de juriste en 1935.
Le 29 mai 1939, Begin épousa Aliza Arnold, qu'il rencontra chez son père, un donateur du parti révisionniste, dans la ville de Drohobych en Galice, où Begin étudia le droit. Jabotinsky était témoin à son mariage, auquel ont assisté des centaines de membres du Betar et de connaissances. En mars 1943, Begin a un fils, Benyamin Zeev Begin (en).

## Militantisme

### Avant 1943
Le grand tournant de la vie de Begin est sa rencontre avec Vladimir Jabotinsky, le fondateur du sionisme révisionniste anti-socialiste et du mouvement de jeunesse Betar. Jabotinsky l'impressionne beaucoup. Begin intègre le Betar dès sa création en 1928, puis en prend la tête en 1939, malgré quelques désaccords[C'est-à-dire ?] avec Jabotinsky, qui meurt le 4 août 1940.
Quatre mois plus tard, en septembre 1939, l'Allemagne nazie envahit la Pologne. Peu de temps avant le déclenchement de la Seconde Guerre mondiale, Begin préparait les Betarim à l'immigration en Terre d'Israël. En août 1942, il est nommé commissaire du Betar en Eretz Israël [4], poste qu'il occupe pendant les six derniers mois de son service dans l'armée.
Cela marque les débuts de l'engagement politique de Begin. En 1939, il s'enfuit à Vilnius, ville faisant alors partie de la Pologne jusqu'à l'invasion de ce pays par l'Allemagne et son partage subséquent en 1940 entre l'Allemagne et l'URSS (en vertu du pacte Molotov-Ribbentrop dit de non-agression réciproque). Le 20 septembre 1940, il est arrêté par le NKVD et détenu à la prison Lukiškės à Vilnius. Accusé d'être un agent de l'impérialisme britannique, il est alors condamné à huit ans de Goulag, puis transféré le 1er juin 1941 au camp de travail de Petchora en Sibérie, expériences racontées plus tard dans son autobiographie. 
Durant son internement, les parents et le frère de Begin, restés à Brest, sont assassinés par les Allemands après leur occupation de la ville le 23 juin 1941. Les Allemands ont sorti sa mère de l'hôpital et l'ont assassinée. Selon Begin, les Allemands ont enlevé son père avec 500 Juifs, et les ont conduits au coude de la rivière Bog. Son père ayant apparemment compris ce qui les attendait, est allé à la tête du groupe et a chanté «Je crois en la venue du Messie» et «Espoir». Les Allemands ont ligoté les Juifs et les ont jetés dans la rivière.
Libéré par les Russes après la signature des accords Sikorski-Maïski en août 1941, il s'engage en Union soviétique dans ce qui deviendra le 2e corps polonais sous le commandement du général Władysław Anders, qui obtient de Staline d'être évacué avec sa troupe via le Kazakhstan puis l'Iran jusqu'en Palestine, où il parvient vers juillet 1942. Begin est dit en avoir déserté en septembre 1943 avec 3 000 autres soldats juifs, sans qu'Anders ne veuille les rechercher,.

### Chef de l'Irgun en Israël
Le 1er décembre 1943, à l'âge de 30 ans, Menahem Begin devient le commandant de l'Irgoun. À partir de ce moment et jusqu'à la création de l'État d'Israël, il vit dans la clandestinité, échappant à une traque continuelle par les autorités britanniques. 
Begin réorganise la résistance. Le 1er février 1944, Begin publie une proclamation à plusieurs milliers d’exemplaires, affichée sur les murs de Tel-Aviv, Jérusalem et Haïfa, intitulée « La Révolte », qui appelle « le peuple hébreu de Sion à tirer les leçons de l’holocauste et à lancer une guerre contre l’Angleterre, jusqu’à la fin de l’occupation. Nous exigeons que la souveraineté de la terre d’Israël soit transférée immédiatement à un gouvernement hébreu provisoire ».
Il s'oppose aux groupes sionistes à idéologie socialiste menés par David Ben Gourion, qu'il trouve trop complaisants avec la puissance coloniale britannique ; il s'en tient à la ligne du sionisme dit révisionniste fixée par Jabotinsky. Il n'a de cesse de dénoncer les mesures prises contre l'immigration juive en Palestine et de lutter pour que le gouvernement britannique retire ses troupes et tienne la promesse que constituait la déclaration Balfour.
Pourtant, les Britanniques maintiennent des limitations strictes à l'immigration juive en Palestine afin de ménager les populations arabes. Begin en est outré et accuse les Britanniques d'appliquer des mesures pro-arabes. Il appelle aux armes, et l'Irgoun déclenche une rébellion qui vise les installations et les positions britanniques. 
Begin continue à échapper aux services britanniques et à l'Agence juive qui le pourchassent et à commander clandestinement une armée de milliers de combattants, jusqu'au retrait britannique en 1948.
Au cours des quatre années où Begin commande l'Irgoun, l'organisation mène près de 300 opérations, parmi lesquelles l'explosion de l'hôtel King David en juillet 1946, dans l'aile où se trouvait le British Government Center, l'attaque de la prison d'Acre et la libération des prisonniers de l'Irgoun et du Lehi en mai 1947.  
À la suite de la pendaison de membres de l'Irgoun par l'administration britannique en avril 1947, après la condamnation à mort de trois autres de ses membres en juillet 1947, l'Irgoun enlève deux sous-officiers britanniques et annonce que la pendaison de ses hommes entraînera la pendaison des deux Britanniques. À partir de ce moment, les Britanniques décident la suspension des pendaisons de membres de l'Irgoun jusqu'à leur retrait de Palestine.

#### Attaque de l'hôtel King David
Le 22 juillet 1946, Menahem Begin coordonne l'attentat contre l'hôtel King David à Jérusalem. Des membres de l'Irgoun, déguisés en Arabes, font sauter la partie de l'hôtel abritant le Secrétariat britannique, le Commandement militaire et une branche de la Division criminelle. En dépit d'un coup de téléphone prévenant de l'attaque, les Britanniques n'avaient pas fait évacuer le bâtiment. Quatre-vingt-douze personnes sont tuées, la plupart employées du Secrétariat ou de l'hôtel : 28 Britanniques, 41 Arabes, 17 Juifs et 5 non répertoriés. Dans le même temps 45 personnes sont blessées à des degrés divers.
En mai 1948, le mandat britannique pour la Palestine prend fin. Il y a un débat animé parmi les historiens sur la question de savoir à quel point les opérations terroristes de la clandestinité ont été un facteur accélérant  pour la fin du mandat britannique en Palestine et a mis la lutte pour l'indépendance de ce qui deviendra l’État Israël à l'ordre du jour de la politique mondiale.
Le 1er juin 1948, Begin signe un accord avec le représentant du gouvernement provisoire Israël Galili. Cet accord entraine le démantèlement progressif de l'Irgoun et son intégration dans l'armée israélienne. L'accord stipule que les opérations de l'Irgoun sont interrompues « en tant que brigade militaire dans l'État d'Israël et sur le territoire du gouvernement d'Israël ».

#### Deir Yassin
Le 9 avril 1948 a lieu le massacre de Deir Yassin perpétré par une centaine de combattants de l'Irgoun et du Lehi dont Beghin nie l'existence dans ses mémoires disant que ses « soldats avaient comme priorité de sauver les Juifs de Jérusalem. Il y a bien eu des combats pour passer par ce village, mais pas de massacre de civils. Ce sont des calomnies de la Haganah pour nous salir. Cela a rendu service à nos combattants, car cette nouvelle a fait fuir les habitants des villages suivants, mais elle a sali pour toujours l'image d'Israël » (traduit du roumain).
L'attaque du village et le massacre qui suivit, dont des exécutions dans une carrière attenante, fit plus de cent morts selon l'historien israélien Benny Morris.

#### Tragédie du bateau Altalena

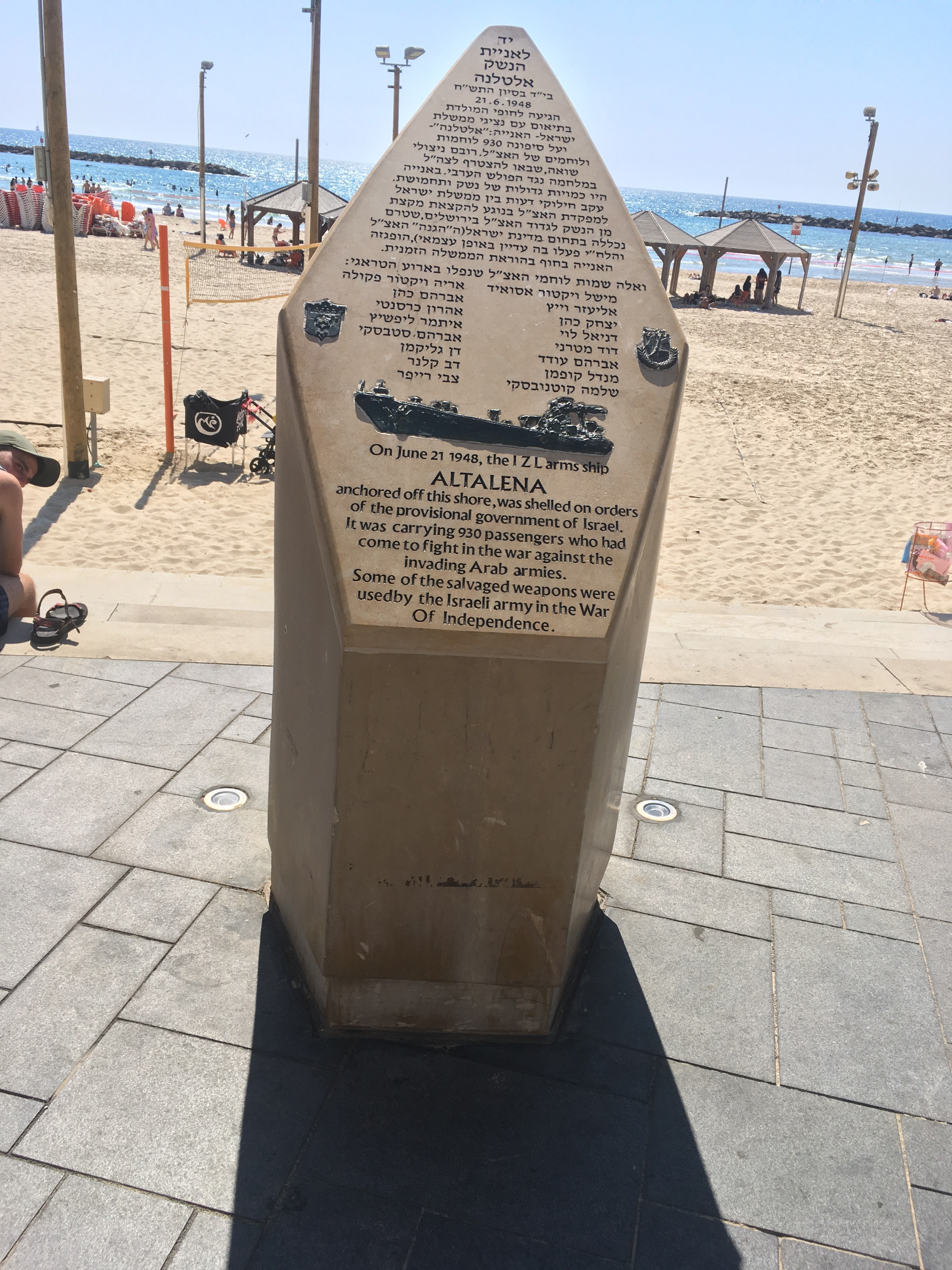
Stèle sur la plage de Tel-Aviv commémorant les victimes de l’Altalena.

Begin avait envoyé des agents en Europe, en particulier en France, pour acheter des armes. Au printemps 1948, ils réussissent à acheter un bateau rebaptisé Altalena (nom de plume de Zéev Jabotinsky) pour transporter de nouveaux immigrants, ainsi que des armes. Le bateau transportait 900 combattants volontaires d'Europe recrutés et entraînés par l'Irgun, ainsi qu'une cargaison d'armes et de munitions offertes par la France, chargées dans le plus grand secret le 9 juin 1948 à Sète, suffisantes pour équiper plusieurs milliers de combattants. 
Mais en Israël Ben Gourion exige que toutes les armes soient remises à la Haganah et interdit le déchargement de la cargaison. Begin veut en garder 20 % pour ses troupes sur le front de Jérusalem, ne cède pas, ne croit pas que le chef du gouvernement provisoire puisse mettre à exécution sa menace d’ouvrir le feu. Il se trompe. Plusieurs obus sont tirés sur l’Altalena et le bateau coule, Begin ne quittant le navire en flammes que le tout dernier. Une partie seulement des armes fut déchargée, seize Juifs furent tués, une trentaine blessés. Begin s'opposa à toutes représailles, disant « Jamais je ne permettrai qu’un Juif tire sur un autre Juif ». Dans ses mémoires, il se dit fier d'avoir su éviter la guerre civile : « ils finiront peut-être aussi par comprendre qu'il est parfois préférable qu'un homme verse des larmes sur un acte abominable commis en Israël, plutôt que le peuple ait à en pleurer les conséquences ».
La tragédie de l'Altalena reste en Israël un sujet sensible suffisant à transformer un échange courtois en débat passionné. Itzhak Rabin et Yigal Allon étaient en charge des troupes gouvernementales lors de la bataille devant les plages de Tel Aviv.

### Après juin 1948

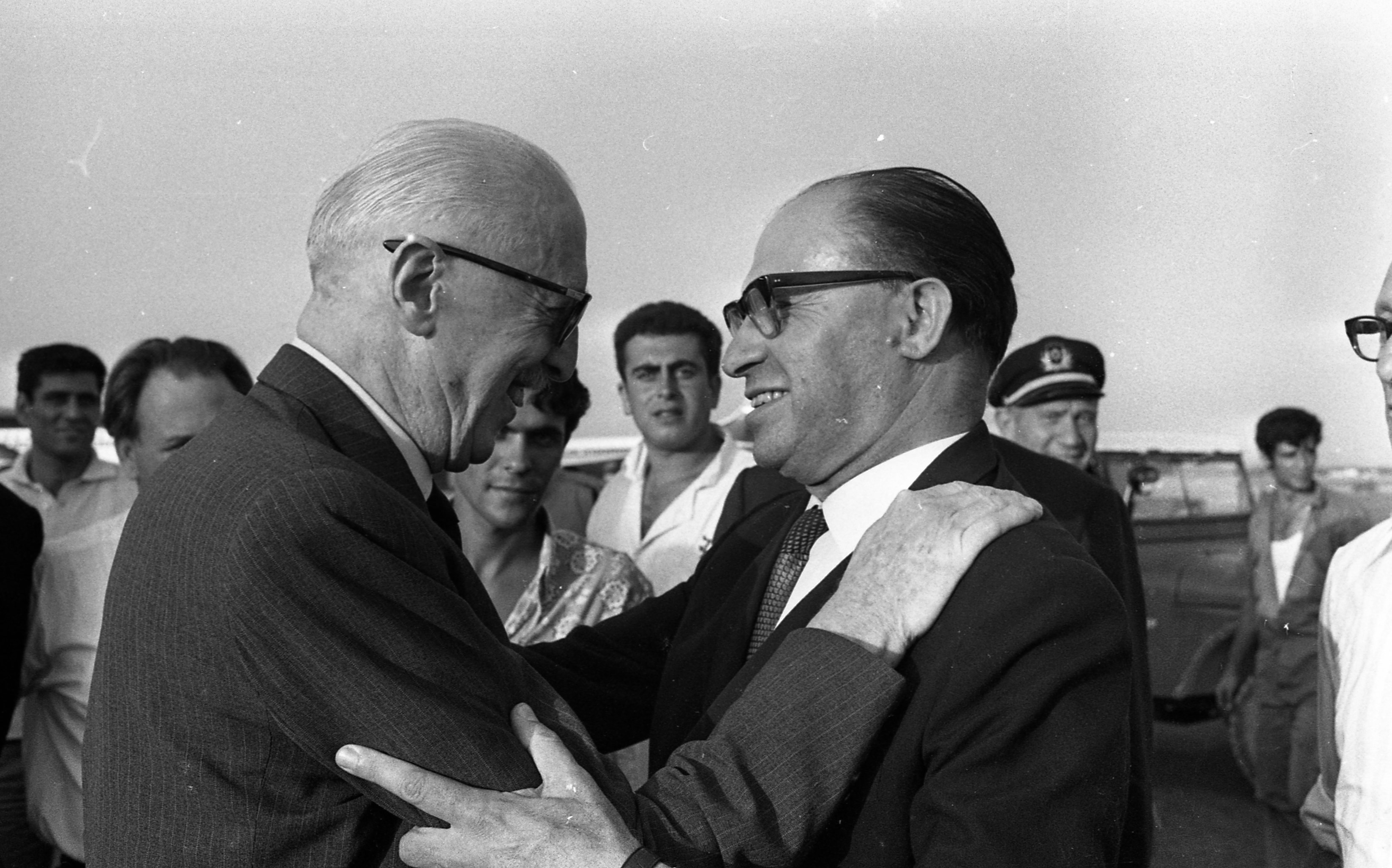
Menahem Begin et Marie-Pierre Kœnig en 1969.

Dans les jours qui suivent la déclaration d'indépendance de l'État d'Israël du 14 mai 1948, Begin fait un discours diffusé par la radio pour appeler ses hommes à rendre les armes et à rejoindre la Haganah afin de constituer les nouvelles « Forces de Défense d'Israël », Tsahal. Les Israéliens entendent alors sa voix pour la première fois. Lors de parades de ses troupes, il renouvelle son ordre de rendre les armes.
Les actions de l'Irgoun et du groupe clandestin Lehi (également connu sous la dénomination de « groupe Stern ») sont dénoncées par la gauche israélienne qui les considère comme relevant d'actes terroristes. Ces deux organisations sont dissoutes en 1948 pour éviter tout risque de guerre civile, et Begin s'engage alors dans un combat politique pendant les trente années suivantes. 
Begin fonde son propre parti politique, le Hérout (« Liberté ») en 1948, à la droite de l'échiquier politique israélien, et en marge de l'ancien parti révisionniste déclinant qui avait été fondé par Jabotinsky lui-même. Aux élections de 1949, le Herout gagne 18 sièges au Parlement de la Knesset. Le parti révisionniste sans représentant à l'Assemblée est alors dissout et Begin devient ainsi l'unique leader du courant révisionniste.
De 1948 à 1977, le Herout représente la principale alternative au parti travailliste dominant à la Knesset et la tension est grande entre Menahem Begin et David Ben Gourion. Le public est à l'époque surpris par l'apparence de Begin et ses manières qui semblent d'une autre époque. Par exemple, Begin, qui a été diplômé en Droit en Pologne, continue de préférer le costume et la cravate, là où les socialisants préfèrent des tenues informelles.
Refusant l'accord d'indemnisation des victimes de la Shoah que Ben Gourion négocie avec le chancelier allemand Konrad Adenauer, Begin est accusé d'être l'un des commanditaires d'un attentat raté commis envers le chancelier (de fait, les commanditaires pensaient que le colis piégé n'atteindrait pas sa cible, mais un policier fut tué)[réf. nécessaire].
L'engagement de Begin a un écho particulier auprès des citoyens défavorisés et notamment des nouveaux immigrants d'origine séfarade, plutôt religieux dans leur ensemble, et qui fuient les pays arabes. Ils sont pleins de ressentiment envers l'élite israélienne ashkénaze hautaine, majoritairement athée et politiquement (très vaguement) proche du communisme soviétique.
Begin accepte de participer au gouvernement d’union nationale en 1967 et influe sur le déclenchement de la guerre des Six Jours.
Les messages anti-socialistes, anti-élitistes et empreints de signification religieuse que formule Begin attirent ainsi cette base populaire qui lui accorde systématiquement ses voix aux élections et finit par le porter au pouvoir en mai 1977. Pour cela, Begin avait accepté en 1973 le plan du général Ariel Sharon de former une coalition plus large des partis de l'opposition, en s'alliant au Parti libéral, au Parti du centre et à d'autres groupes plus petits pour constituer le Likoud (« consolidation »).
Begin parvient à réaliser ce qui paraissait impensable jusque-là : remporter les élections contre le parti travailliste, ce qui était une première dans la courte histoire de l'État d'Israël. Il devient alors Premier ministre.

## Premier ministre

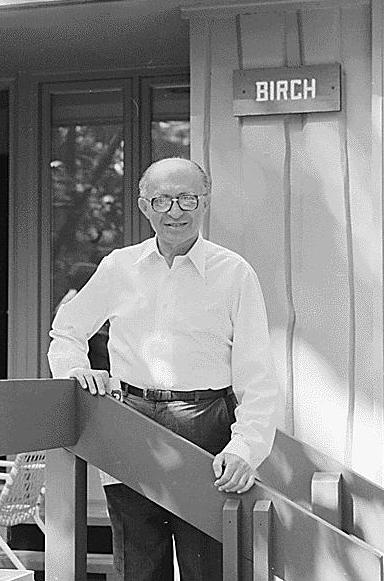
Menahem Begin à Camp David en 1978.

### De 1977 à 1980
Le Likoud gagne les élections de 1977 et, pour former le gouvernement, s'allie Mouvement démocratique pour le changement fondé un peu plus tôt par des personnalités comme le général Yigaël Yadin, le professeur Amnon Rubinstein, Shmuel Tamir et Meir Amit. Yadin jouera un rôle important lors des négociations israélo-égyptiennes. Cinq représentants du parti religieux Agoudat Israel se joignent à cette majorité de centre-droit. Moshe Dayan, ancien ministre « travailliste » de la Défense de 1967 à 1973, devint ministre « Likoud » des Affaires étrangères.

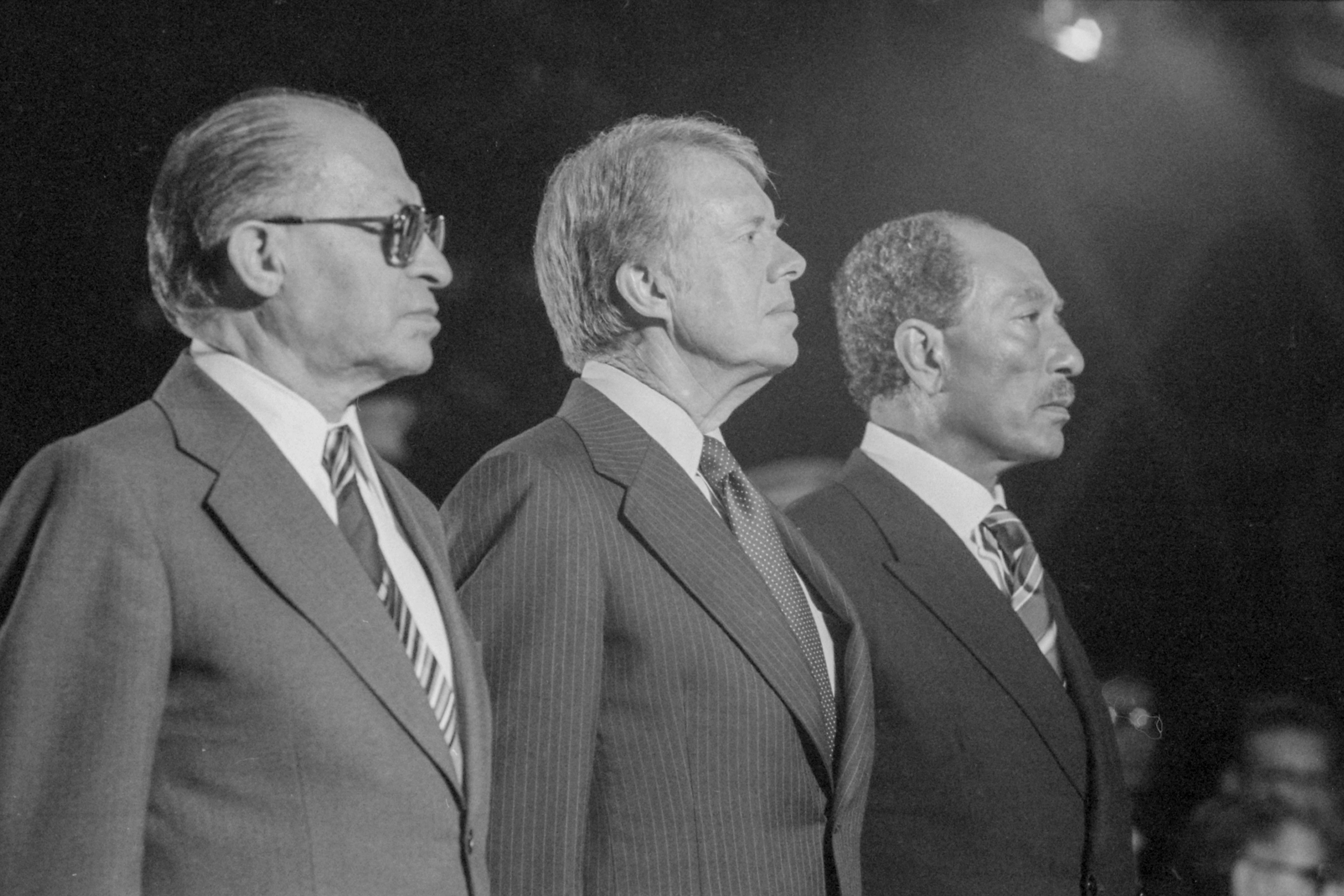
Menahem Begin, Jimmy Carter et Anouar el-Sadate célébrant les accords de Camp David en 1978.

Les principales réalisations du mandat de Menahem Begin furent les accords de Camp David et le traité de paix israélo-égyptien. Il procéda au retrait israélien du Sinaï, comme demandé partiellement par la controversée Résolution 242 (1967) qui avait formulé la nécessité qu'Israël se retire « de territoires » après la guerre des Six Jours pour mettre fin au conflit israélo-arabe. Les accords de Camp David et le traité de paix avec l'Egypte permirent à Israël de se dégager de l'encerclement par trois pays arabes (Egypte, Jordanie, Syrie), mais lui donnèrent les mains libres pour accentuer l'occupation des territoires palestiniens de Gaza, de la Cisjordanie et de Jérusalem Est.
Les bases militaires du Sinaï furent réimplantées dans le Néguev, avec des aides financières et des garanties politiques des États-Unis. La démolition de colonies de peuplement israéliennes dans le Sinaï, notamment la ville de Yamit, suscita une opposition interne dans le Likoud qui menaça de scinder le parti.

### Menace irakienne
Begin prit très au sérieux l'antisionisme de Saddam Hussein. Israël discuta avec la France pour ne pas fournir à l'Irak son réacteur nucléaire de Osirak. Puis en 1981, Begin ordonna le bombardement et la destruction du réacteur nucléaire de Tamuz par l'aviation israélienne.
« À aucun prix, Israël ne permettra à un ennemi de développer des armes de destruction massive qu'il pourrait utiliser contre notre peuple » est connu comme la « doctrine Begin ». Cette opération fut dénoncée par de nombreux gouvernements étrangers dont les États-Unis par le biais d'une lettre de protestation de Ronald Reagan, et la résolution 487 du Conseil de sécurité des Nations unies la condamna. La gauche israélienne condamna également l'opération.

### Invasion du Liban
En 1982, Begin autorisa Tsahal à envahir le Liban pour en déloger l'OLP qui pilonnait la Galilée à partir de la frontière nord d'Israël. L'opération israélienne au Liban dura trois ans, puis se prolongea, dans une moindre mesure, avec une occupation israélienne du Sud-Liban jusqu'en 2000.

## Dernières années
Begin est très marqué par les échecs de la campagne du Liban : le revirement puis l'assassinat de Bachir Gemayel, les fortes pertes israéliennes, la mauvaise image dans l'opinion d'une guerre non nécessaire à la sécurité d'Israël, le massacre de Sabra et Chatila. Il apprend également la mort de sa femme Aliza survenue en Israël alors qu'il est en voyage officiel à Washington. Déprimé, Begin annonce sa démission le 15 septembre 1983, passe les commandes du gouvernement à Yitzhak Shamir le 10 octobre 1983.
Begin se retire de la vie politique et ne quitte que rarement son appartement au cours de ses dernières années, sauf pour se rendre sur la tombe de son épouse. Mort à Jérusalem en 1992, il est enterré sans grande cérémonie au cimetière juif du Mont des Oliviers, mais demeure la figure phare de l'histoire politique israélienne qui a ouvert la voie à plus de 34 ans de primature tenue par la droite (Begin et Shamir 1977-1984, Shamir 1986-1992, Netanyahou 1996-1999, Sharon 2001-2006, Netanyahou 2009-2021, Bennett 2021-2022, Netanyahou 2022-2025...).

## Publications
- La solution : discours tenu à la troisième Convention nationale du Herouth à Tel-Aviv, Paris : Sionistes révisionnistes de France, 1954.
- Mes nuits blanches : mes souvenirs des camps soviétiques, Paris : Albatros, 1978.
- (en) Menahem Begin, White nights: the story of prisoner in russia, Harper & Row, 1979, p. 125.
- Menahem Begin (trad. de l'anglais par Jacques Hermone, préf. Jacques Soustelle), La révolte d'Israël, Paris, La Table ronde, 1971, 436 p..
- (en) Menahem Begin, The Revolt : The Warrior Years of Israel's Brilliant Architect of Peace, New York, Dell, 1978 (lire en ligne).
- Avec Aaron Ben Avigdor, Le Problème juif en U.R.S.S, Paris : Beith Zeev, 1983.
- Avec Anouar el-Sadate, La paix à l'œuvre : correspondance 1977-1981, Paris : Intervalles, 2014.